# Марков, Алексей Михайлович
Алексей Михайлович Ма́рков (род. 26 мая 1979, Москва) — российский велогонщик, член национальной сборной России с 1993 года. Сын велогонщика и тренера Михаила Маркова.С 2013 года спортивный директор Gazprom-RusVelo
Трёхкратный призёр Олимпийских игр 1996, 2000 и 2008 годов в различных трековых дисциплинах. Трёхкратный призёр чемпионатов мира (1997, 1999 и 2008). Чемпион России 2007 года.
В квалификационном заезде на чемпионате мира 2011 года в Апелдорне установил рекорд России в командной гонке преследования на 4 км — 4:00.965 (с Евгением Ковалёвым, Иваном Ковалёвым, Александром Серовым).
Заслуженный мастер спорта России.
C 2013 года занимает пост спортивного директора Gazprom-RusVelo.

## Награды
- Орден Дружбы (2009)[2]
- Медаль ордена «За заслуги перед Отечеством» I степени — за большой вклад в развитие физической культуры и спорта и высокие спортивные достижения на Играх XXVII Олимпиады 2000 года в Сиднее (2001)[3]
- Медаль ордена «За заслуги перед Отечеством» II степени (1997)[4]